# Сартенея
Сартенея (англ. Sarteneja) — поселення на півночі Белізу, в однойменному окрузі Коросаль, східніше адміністративного центру краю. Рибальське поселення є однією з найпівнічніших окраїн Белізу.

## Розташування
Сартенея знаходиться на узбережжі Карибського моря; саме омивається водами затоки-бухти Четумаль. Поруч поселення знаходяться великі каскади озер Шипстер Лагуни (Shipstern Lagoon),які заливаються морем. Місцевість навколо Сартенеї рівнинна, помережена невеличкими річками та болотяними озерцями.

## Населення
Населення за даними на 2010 рік становить 1824 осіб. З етнічної точки зору, населення — це суміш, метиси, креоли та майя.
| Рік       | 2000 | 2010 |
| --------- | ---- | ---- |
| Населення | 1591 | 1825 |

## Клімат
Сартенея знаходиться у зоні тропічного мусонного клімату. Середньорічна температура становить +24 °C. Найспекотніший місяць квітень, коли середня температура становить +26 °C. Найхолодніший місяць січень, з середньою температурою +21 °С. Середньорічна кількість опадів становить 3261 міліметрів. Найбільше опадів випадає у жовтні, в середньому 404 мм опадів, самий сухий квітень, з 46 мм опадів.